# Dicranomyia mediterranea
Dicranomyia mediterranea là một loài ruồi trong họ Limoniidae. Chúng phân bố ở miền Cổ bắc.